# 善行院 (練馬区)
善行院（ぜんぎょういん）は、東京都練馬区大泉学園町にある日蓮宗の寺院。法光山妙典寺。旧本山は小榑妙福寺、達師法縁(繁珠会)。

## 歴史
善行院日応（西中山妙福寺6世）の隠居地とされ、室町時代の創建とみられる。開基は加藤朽之亮という。安永年間（1772年－1781年）寺伝では喜見院日明が本尊の三宝尊を再興したという。昭和30年（1955年）には、明応年間（1492年－1501年）銘の2枚と天正10年（1582年）銘の1枚の板碑が墓地の整備中に発見された。現在の本堂は昭和45年（1970年）に再建されたもの。

## 参考資料
- 『練馬の寺院』石神井公園ふるさと文化館（2012年）
- 日蓮宗寺院大鑑編集委員会『宗祖第七百遠忌記念出版 日蓮宗寺院大鑑』大本山池上本門寺 (1981年)

## 関連文献
- 「小榑村 妙福寺 塔頭 善行院」『新編武蔵風土記稿』 巻ノ134新座郡ノ6、内務省地理局、1884年6月。NDLJP:763996/82。 - 「山号寺号等ナシ」と記されている